# Turri
Turri es un municipio de Italia de 533 habitantes en la provincia de Cerdeña del Sur, región de Cerdeña.

## Evolución demográfica
| Gráfica de evolución demográfica de Turri entre 1861 y 2001 |
|                                                             |
| Fuente ISTAT - Elaboración gráfica de Wikipedia             |